# Janovické rybníky
Janovické rybníky este o arie protejată (arie specială de conservare — SAC, sit de importanță comunitară — SCI) din Republica Cehă întinsă pe o suprafață de 1,86 ha, integral pe uscat.

## Localizare
Centrul sitului Janovické rybníky este situat la coordonatele 50°45′50″N 14°49′57″E / 50.763889°N 14.8325°E.

## Înființare
Situl Janovické rybníky a fost declarat sit de importanță comunitară în aprilie 2005 pentru a proteja 1 specie de animale. Situl a fost protejat și ca arie specială de conservare în iulie 2012.

## Biodiversitate
Situată în ecoregiunea continentală, aria protejată nu include niciun habitat protejat.
La baza desemnării sitului se află o specie protejată de  nevertebrate: libelule (Leucorrhinia pectoralis).